# 时津风号驱逐舰
时津风号驱逐舰，阳炎型驱逐舰10号舰，1940年12月15日于浦贺船渠竣工。参加南太平洋海战。1943年3月3日、被美陆军机与澳州军机攻击于俾斯麦海海战，沉没于所罗门海西部。1943年4月1日除籍。